# 12 Horas até o Amanhecer
12 Horas até o Amanhecer (em inglês:  Journey to the End of the Night) é um filme de suspense teuto-brasileiro e estadunidense de 2006 dirigido por Eric Eason.
Foi protagonizado por Brendan Fraser, Mos Def, Scott Glenn, Alice Braga e Catalina Sandino Moreno.